# Вальсаваранш
Вальсаваранш (фр. Valsavarenche) — муніципалітет в Італії, у регіоні Валле-д'Аоста.
Вальсаваранш розташований на відстані близько 590 км на північний захід від Рима, 19 км на південний захід від Аости.
Населення — 161 особа (2014).
Щорічний фестиваль відбувається 16 липня. Покровитель — Notre Dame du Mont-Carmel.

## Демографія
Населення за роками:

Станом на 1 січня 2023 року в муніципалітеті офіційно проживало 11 іноземців з 3 країн.

## Сусідні муніципалітети
- Емавіль
- Черезоле-Реале
- Конь
- Ентро
- Ноаска
- Рем-Нотр-Дам
- Рем-Сен-Жорж
- Вільнев